# Breizeh
Breizeh (tiếng Ả Rập: بريزة) là một ngôi làng Syria nằm ở phó huyện Wadi al-Uyun ở huyện Masyaf, Hama. Theo Cục Thống kê Trung ương Syria (CBS), Breizeh có dân số 196 người trong cuộc điều tra dân số năm 2004.